# Перський період (Стародавній Єгипет)
Перський період — період історії Стародавнього Єгипту, коли він втратив незалежність і був завойований Ахеменідами. Історію цього поділяють на дві епохи: початковий період Перської окупації, коли Єгипет став сатрапією, потім — інтервал незалежності; і другий період окупації.

## Перший перський період
- 525 до н. е. Єгипетські війська  Псамметіха III розбиті при  Пелусії перським царем Камбізом. Єгипет захоплений Камбізом і приєднаний до Перської імперії. Під впливом перських перемог Камбізу скоряється Киренаїка.
- 525 — 404 до н. е. Перські імператори як фараони XXVII династії правлять Єгиптом.
- 524 / 523 до н. е. Похід Камбіза проти Ефіопії, що закінчився поразкою і загибеллю перської армії.
- 519 до н. е. Єгипет стає шостою  сатрапією Персії.
- 498 — 399 до н. е. Існування розвиненої єврейської торгової колонії в Єгипті на нільському острові Елефантина.
- 486 — 484 до н. е. Національно-визвольне повстання в Єгипті, що почалося після смерті  Дарія I.
- 454 до н. е. Афінський флот, посланий на допомогу повсталому Єгипту, знищений в Дельті Нілу персами. Афінський загін, який тримав оборону одного з островів в Дельті, знищений персами.

## XXVIII-XXX династії
- 404 до н. е. Єгипет за фараона  Аміртея з XXVIII династії домагається відновлення незалежності.
- 385 — 382 до н. е. Єгипетсько-перська війна за збереження суверенітету Єгипту.
- 399 до н. е. Сходження на престол  Неферіта I, першого фараона XXIX — передостанньої самостійної династії фараонів.
- 393 — 381 до н. е. Правління фараона Ахоріса.
- 380 до н. е. Після  Неферіта II править Тридцята династія (380–343 до н. е.), заснована  Нектанебом Першим.
- 380 — 363 до н. е. При Нектанебі I спостерігається деяке посилення Єгипту.
- 363 — 360 до н. е. Правління фараона Тахоса.
- 360 — 343 до н. е. Нектанеб II — останній незалежний єгипетський фараон.

## Другий перський період
- 343 до н. е. Перський цар Артаксеркс III (Ох) перемагає Нектанеба II і знову підпорядковує Єгипет Персії, засновуючи XXXI династію.
- 332 до н.е. Олександр Македонський завойовує Єгипет.